# Joy Unlimited
Joy Unlimited était un groupe allemand de rock progressif avec une légère influence de jazz, originaire de Mannheim, qui a existé de 1969 à 1977.

## Histoire
Joy Unlimited a été précédé par Joy & The Hit Kids, qui jouaient principalement de la pop et du beat depuis 1966. La chanteuse s'appelant Joy devint plus tard connue sous le nom de Joy Fleming. Plusieurs singles sont sortis chez Joy & The Hit Kids, mais aucun LP. En 1969, le groupe se rebaptise Joy Unlimited pour marquer sa transition vers une musique plus sophistiquée. Certains de leurs singles de transition Polydor portent les deux noms de groupe imprimés dessus pour familiariser progressivement les auditeurs avec le changement de nom.

### LP Overground
La première formation du groupe Joy Unlimited comprenait Roland Heck comme claviériste et directeur musical, Klaus Nagel comme guitariste, flûtiste et manager, Albin Metz à la trompette, au trombone et à la basse, Hans W. Herkenne à la batterie, Dieter Kindl à la guitare et à la basse et Joy Fleming comme chanteuse. Le premier LP du groupe, Overground, sorti en 1970, est sorti au Royaume-Uni sous le titre Turbulence et aux États-Unis simplement sous le nom de Joy Unlimited. Peu après sa sortie, le saxophoniste et flûtiste Gerd Köthe rejoint le groupe et devint, avec Roland Heck, le second directeur musical du groupe. Cet album est populaire grâce à la chanson I Hold No Grudge.

## Discographie
LP
- 1970: Overground (Polydor)
- 1971: Schmetterlinge (Pilz)
- 1973: Reflections (BASF)
- 1975: Minne (BASF)
- 1975: Instrumental Impressions (Devega)
- 1977: Soul, Rock And Bossa Nova (Fonit Cetra)

Singles
- 1969: Feelin' / I Just Made Up My Mind (Polydor)
- 1970: Take Me to the Pilot / It's Not Alright (Polydor)
- 1970: Jubeldown / Helpless Child (Polydor)
- 1971: Silvergun / Peace Train (BASF)
- 1972: Early Morning Moanin / Proud Angelina (Pilz)